# Emigranten
Emigranten är en svensk film från 1910 i regi av Robert Olsson. Filmen har aldrig visats offentligt. Den spelades in vid Svenska Biografteaterns ateljé i Kristianstad med exteriörer från Ekestad, Önnestad, Österlöv, Göteborg, Kingston upon Hull i Storbritannien samt på Nordsjön av Robert Olsson.

## Rollista
- Oscar Söderholm – emigranten
- Valborg Ljungberg – hans hustru
- Titus Hallberg – pojke
- Hilding Kjellgren – emigrantens far/reseagent/Mr. Peters, Farms agent i Amerika